# 细辛脑
细辛脑是一种苯丙素类化合物，菖蒲属和细辛属等植物中就含有细辛脑。细辛脑可以杀死有害生物和细菌。细辛脑可以進一步細分為兩種同分異構物，分別是α-细辛脑和β-细辛脑。
欧洲调味品协会专家委员会（The Expert Committee on Flavourings of the Council of Europe）認為β-细辛脑是一種致癌物質，欧洲调味品协会专家委员会還建議以菖蒲為原料制成的苦精中的菖蒲浓度應該有所限制。 